# Echinocereeae
Pachycereeae là một tông gồm 15 chi xương rồng thuộc về phân họ Cactoideae. Chúng là loài bản địa của Trung Mỹ, Mexico, và Tây Nam Hoa Kỳ.

## Các chi
- Acanthocereus (Engelm. ex A.Berger) Britton & Rose
- Bergerocactus Britton & Rose
- Carnegiea Britton & Rose
- Cephalocereus Pfeiff.
- Corryocactus Britton & Rose
- Echinocereus Engelm.
- Escontria Rose
- Leptocereus (A.Berger) Britton & Rose
- Myrtillocactus Console
- Neobuxbaumia Backeb.
- Pachycereus (A.Berger) Britton & Rose
- Peniocereus (A.Berger) Britton & Rose
- Polaskia Backeb.
- Pseudoacanthocereus F.Ritter
- Stenocereus (A.Berger) Riccob.

### Lai
- × Myrtgerocactus Moran (Myrtillocactus × Bergerocactus)
- × Pacherocactus G.D.Rowley (Pachycereus × Bergerocactus)[2]